# Lost Planet 2
Lost Planet 2 è un videogioco prodotto e sviluppato da Capcom e distribuito da Halifax per PlayStation 3, Xbox 360 e PC. Inizialmente avrebbe dovuto essere pubblicato nei primi mesi del 2010, ma Capcom lo ha rimandato alla fine del 2010. Il gioco è uscito l'11 maggio 2010 in Nord America e in Europa e il 20 maggio 2010 in Giappone.
Riprende a 10 anni di distanza gli eventi narrati in Lost Planet.

## Trama
Il gioco è ambientato 10 anni dopo l'avventura di Wayne Holden in Lost Planet, e le cose sono molto cambiate:
Grazie allo sforzo di Wayne e dei suoi amici, EDN III, il pianeta dove si svolge il gioco, ha cominciato un lento processo di terraformazione, il quale ha causato un drastico mutamento climatico. Infatti se prima in Lost Planet 1, il pianeta era solo artico, ora ci sono zone desertiche, zone tropicali con fitte giungle, zone con climi più miti, ecc. Ma ciò non ha portato pace, anzi, ora che il pianeta è più popolato dagli umani, essi si sono nuovamente divisi in bande e veri e propri clan di pirati delle nevi impegnati in una continua e perenne guerra civile per il controllo del pianeta e dell'EN-T, la sostanza liquida usata sia dagli umani come combustibile per la loro tecnologia, sia dagli Akrid, le creature indigene di EDN III le quali sono un perenne problema per gli umani in quanto estremamente aggressive e difficili da uccidere. Adesso, la trama non segue più Wayne né un personaggio particolare, bensì 5 gruppi di 4 pirati di 4 fazioni differenti in lotta tra loro, articolati in 6 capitoli.
1. Iniziano le imprese di un gruppo di pirati della fazione Mercenari durante un assalto ad una giungla controllata da un gruppo nemico chiamato appunto pirati della giungla. Dopo aver combattuto strenuamente tra nidi di Akrid e basi nemiche, il gruppo riesce a compiere la missione e a distruggere le miniere nemiche, ma quando devono tornare a casa, un misterioso nemico manda un finto segnale di rendez-vous per far cadere loro e altri mercenari sopravvissuti in bocca ad un enorme Akrid di categoria G, il cui aspetto ricorda quello di una gigantesca e mostruosa salamandra. Ovviamente il gruppo uccide la bestia e torna a casa, ma mentre scappano notano con orrore che il clima sta misteriosamente tornando al gelo polare originale.
2. Inizia l'azione di un gruppo di forze speciali della NEVEC, l'organizzazione malvagia antagonista del primo capitolo, composta da cloni di Yuri Solotov, un personaggio del primo capitolo amico di Wayne e assassinato dalla NEVEC stessa. Questa squadra ha il compito di infiltrarsi nella città dei Carpetbagger, l'unica fazione abbastanza ricca da permettersi una città sul mare, al fine di rubare un nuovo tipo di arma prodotta dai Carpetbagger, una sorta di enorme treno con un ancor più enorme cannone montato sopra. Il gruppo approfitta di una rivolta in seno alla città, e facendosi strada tra i combattimenti urbani e le fogne cittadine arrivano infine al treno, ma proprio in quel momento arriva un titanico Akrid chiamato Space Akrid che attacca gli umani, dando tempo al treno di scappare. Una volta uccisa la bestia gigante, arriva il resto dell'esercito NEVEC, il quale occupa la zona. Il comandante dei NEVEC si congratula col caposquadra ma lo manda subito in un'altra missione pericolosa perché da come si evince dai discorsi fatti in seguito col suo attendente, visto che quella squadra in particolare è composta da cloni di un traditore (così Solotov era considerato dai NEVEC), ogni volta che uno di loro muore in battaglia, i NEVEC hanno un problema in meno di cui occuparsi.
3. Appare un gruppo di pirati del deserto chiamati Waysiders, i quali si trovano su un treno nel deserto che li sta riportando a casa dopo un'infruttuosa battaglia con i Carpetbagger. Proprio in quel frangente vengono attaccati da un gigantesco Akrid-G chiamato redeye. Non potendo batterlo, il gruppo attiva i VS Elicotteri che decollano un istante prima che il treno venga distrutto dalla creatura. Dopo essere arrivati in una stazione ferroviaria, vengono abbattuti dai Sandraiders, un altro gruppo di pirati del deserto. Inizia una furibonda battaglia tra le due fazioni per il controllo dell'unico treno presente che vede vincitore il gruppo dei Waysiders. Ma il gruppo non ha il tempo di festeggiare perché la stazione viene raggiunta da due pericolosissimi Akrid che usano attacchi sonici. Dopo aver sconfitto anche queste bestie, il gruppo prende il treno, e subito si trova coinvolto in uno scontro a fuoco con un treno dei Carpetbagger che viaggia su un binario parallelo. Abbordato il treno nemico si scopre che questi non è altro che il treno-cannone sfuggito ai NEVEC cloni del capitolo precedente. Dopo aver ucciso tutti i nemici e preso il controllo dell'arma, il gruppo viene di nuovo attaccato dal redeye, ma ora grazie alla nuova arma è l'Akrid a soccombere. Adesso il gruppo può proseguire il viaggio ma ora il clima è cambiato: sta nevicando e ciò significa che in qualche modo qualcosa o qualcuno sta facendo di nuovo tornare il pianeta al clima artico.
  1. Ora, in un intermezzo, sappiamo che il cambiamento climatico è causato da un nuovo tipo di Arkrid chiamato Super-G, di dimensioni così enormi che lo si può vedere dallo spazio. Questa creatura sta assorbendo tutta l'energia termica del pianeta e la NEVEC è intenzionata a prenderla per poi abbandonare EDN III ad una nuova era glaciale e di conseguenza alla morte tutti coloro che lo abitano.
4. Compare una squadra di Ex-NEVEC, gruppo di soldati della NEVEC abbandonati dalla compagnia dopo il primo gioco sul pianeta e radunatisi in una organizzazione a sé stante. Essi si distinguono dai loro ex padroni perché indossano le armature NEVEC usate dai "cattivi" nel primo Lost Planet, mentre i NEVEC ufficiali ne indossano una versione più "moderna". La missione inizierà dopo la liberazione dei nostri dai Carpetbagger che li avevano imprigionati, e il loro compito sarà rubare un sottomarino e usarlo per raggiungere il resto del loro esercito in mare aperto dove il loro comandante (che si distingue per l'armatura bianca), fa un discorso ai suoi soldati: La NEVEC, vuole usare il super Akrid-G per rubare tutta l'energia del pianeta per poi scappare nello spazio, lasciando tutti gli altri a morire in una nuova era glaciale. Per evitare questo, loro devono attaccare una stazione di shuttle NEVEC sulla costa per infiltrare un commando (cioè il nostro gruppo) all'interno della stazione orbitale NEOS della NEVEC, nella quale si trova questo enorme cannone orbitale con il quale loro possono uccidere l'Arkrid prima che finisca il processo di assorbimento dell'EN-T. Dopo un estenuante battaglia contro il nemico, il gruppo arriva nelle fondamenta del complesso sommerso dove combatte e distrugge il gigantesco sottomarino usato dai cloni NEVEC nel secondo capitolo. In seguito raggiunge l'attracco dell'astronave e si imbarca clandestinamente tra le casse.
5. La vicenda si interrompe temporaneamente e lì impersoneremo i folli Vagabounds, dei predoni del deserto dai modi stereotipati in stile latinoamericano che assaltano una sorta di fortezza mobile dei NEVEC. Dopo averla conquistata dovranno usare l'enorme cannone ad energia T (EN-T NdA) per uccidere un enorme Akrid-G e una seconda fortezza mobile mandata dai NEVEC per recuperare quella rubata.
6. Riprende la vicenda degli Ex-NEVEC che salgono sullo Shuttle poco prima del decollo, ma a metà strada vengono scoperti ed espulsi nello spazio, ma grazie ai loro Jet-Pack ritornano a bordo e prendono il controllo nella nave. Arrivati alla stazione NEOS devono di nuovo farsi strada tra legioni di nemici e VS corazzati fino alla stanza di controllo del cannone orbitale. Qui incontrano i cloni NEVEC, ma si scopre che essi in realtà stanno dalla parte degli Ex-NEVEC e li aiutano a prendere il controllo dell'arma. Lasciati i comandi ai cloni, gli Ex-NEVEC prendono dei VS nemici e li usano per raggiungere la superficie del pianeta dove si trova l'Akrid Super-G. In questa sequenza spettacolare dove con le armi del VS dovremo evitare e distruggere mine spaziali e asteroidi mentre ci avviciniamo sempre più a END III, il comandante degli Ex-NEVEC lancia su tutte le frequenze del pianeta un accorato appello a tutti i pirati delle nevi e a tutti gli altri abitanti umani, informandoli della minaccia dell'Akrid Super-G e del piano Genocida della NEVEC, e gli chiede di mettere da parte temporaneamente i loro conflitti per combattere insieme per il bene collettivo. Tutti accorrono all'appello, dai Mercenari ai Carpetbagger, dai Pirati della Giungla ai vari predoni del deserto. Intanto il nostro gruppo arriva sul pianeta, ma i VS si danneggiano e finiscono sparpagliati su una vasta area, costringendo ogni singolo membro ad avventurarsi in una tormenta di neve dalla quale spuntano a tradimento Akrid assassini. Grazie ad un richiamo, si ritrovano tutti in una stazione abbandonata con delle torrette difensive, nella quale resistono ad un assedio in forze degli alieni. Dopo averli sconfitti raggiungono le propaggini del Akrid Super-G, il quale ha infestato un'intera metropoli umana abbandonata (forse vista con Wayne nel primo episodio NdA). L'entrata è bloccata da un enorme muro e il gruppo si deve difendere da un attacco di enormi Akrid-G vermiformi visti nel primo Lost Planet. Dopo averli sconfitti, arriva il gruppo dei Waysiders sull'enorme treno-cannone che usano come ariete per sfondare la barriera e permettere al gruppo degli Ex-NEVEC di entrare. Ora iniziano i problemi: la città e ridotta in macerie e invasa dalle "radici" del mostro ed è piena di nidi Akrid dai quali escono orde di mostri, e come se non bastasse, dagli "organi" escono degli enormi occhi infuocati del Super-G che lanciano mortali scariche di fuoco. Comunque il gruppo riesce a farsi strada nell'enorme "organismo", anche grazie all'aiuto di altri pirati delle nevi accorsi, come i Vagabounds, che come i Waysiders, sacrificano il loro enorme mezzo corazzato per permettere al gruppo protagonista di passare tra un'orda di Akrid. Alla fine delle fini, il gruppo raggiunge il nucleo dell'Akrid Super-G, dove li aspettano un nutrito contingente di pirati delle nevi misti, i quali li aiutano contro l'enorme creatura con un intenso fuoco di sbarramento. Infine, sfruttando un momento di debolezza, il nostro personaggio "attacca" su una appendice del nucleo un tracciatore GPS per dirigere il cannone NEOS sul mostro. Durante i concitati e confusi momenti successivi, vediamo che la creatura riesce a sopravvivere al micidiale raggio orbitale, e quindi il gruppo di cloni NEVEC nella stazione attua un attacco suicida facendo schiantare la stazione NEOS sul mostro per dargli il colpo di grazia. Dopo l'esplosione finale i protagonisti e i loro alleati si ritrovano sul devastato campo di battaglia ad osservare un'incredibile alba provocata dal ritorno dell'EN-T al pianeta, dopodiché ogni gruppo raccoglie i propri VS e i propri feriti e ritorna con i mezzi che ha alla propria vita, senza che la battaglia sostenuta insieme funga da vera garanzia per una pace futura.

## Modalità di gioco
Lost Planet 2 si presenta come il predecessore, in stile sparatutto in terza persona. A differenza del primo capitolo, quest'opera non è più un videogame in stile avventura solitaria, ma un gioco di ruolo pensato per un massiccio uso on-line. Infatti la modalità campagna strutturata in combattimenti in squadre, può essere giocata sia online che offline, mentre oltre ad essa, ci sono i classici tipi di sfide in cui cimentarsi in uno sparatutto online: sconfiggi il nemico, conquista e/o difendi tutti i punti di controllo ecc.

### Elementi base
Questo gioco, come già detto è uno sparatutto a squadre nel quale si intrecciano vari elementi che lo rendono molto particolare:
- I nemici: essenzialmente sono di due tipi: umani e akrid. I primi usano armi "convenzionali" come armi da fuoco e veicoli corazzati (i VS che tratteremo in seguito), mentre i secondi sono "semplicemente" una massa caotica di creature di varie dimensioni, anche mastodontiche, di aspetto comunque simile nella maggior parte dei casi ad invertebrati terrestri. Quasi sempre attaccano in grandi masse, e i loro unici punti deboli sono le parti arancioni del loro corpo, dalle quali se colpite uscirà l'EN-T, fino alla loro morte. In entrambi i casi essi rilasceranno alla morte EN-T e in certi casi dei cubi luminosi (chiamati semplicemente "?") che rappresentano i punti da spendere in seguito per personalizzare i personaggi.
- I VS: Sono assieme agli Akrid e alla EN-T, una delle caratteristiche peculiari del gioco: essi sono dei mecha più o meno grandi e di fattezze spesso umanoidi pesantemente armate le quali, una volta attivate, sono in grado di potenziare al massimo la capacità offensiva del giocatore. Un aspetto interessante di questi mezzi, è la possibilità di staccare letteralmente le loro armi da fuoco, ovvero enormi mitragliatrici Gatling, lanciarazzi, cannoni laser, eccetera per poterle usare come armi a mano o addirittura per aggiungerle e/o sostituirle ad altre armi di altri VS, in modo da avere una maggior libertà di strategia.
- Le stazioni dati: queste particolari colonnine tecnologiche, sono indispensabili da attivare, poiché danno grandi quantità di EN-T all'attivazione e forniscono la minimappa della zona circostante con tanto di rivelatori di nemici e di obiettivi. Inoltre aumentano la barra di battaglia (la quale decresce ad ogni morte di un membro della squadra fino allo 0 che corrisponde al game over) e fungono da punti di Respawn.
- L'EN-T: Questo fluido luminoso è alla base sia del gameplay che della storia di lost planet 1 e 2. Si trova in tutti i nemici, umani e Akrid, e fuoriesce alla loro morte al fine di essere recuperata dai giocatori. È indispensabile per il gioco visto che ha 3 funzioni: mantenere in funzione i VS, curare i feriti e rifornire le speciali armi che consumano EN-T al posto di proiettili (riconoscibili dal simbolo ∞ nell'indicatore di munizioni).
- Rampino: altro elemento caratteristico della saga, altro non è che un arpione collegato ad un lunghissimo cavo che permette al giocatore di raggiungere in grande rapidità zone separate da grandi dislivelli altrimenti irraggiungibili o attraverso lunghi e tortuosi percorsi. Esso può anche essere usato per acchiappare da lontano l'EN-T e i cubi "?", prima che essi scompaiano.

### La personalizzazione
In Lost Planet 2, è possibile personalizzare vari tipi di personaggi che corrispondono ad un numero limitato di clan di pirati delle nevi:
- Ex-NEVEC
- Mercenari
- Sandraiders
- Élite Pirati delle nevi
- Femme Fatal (presente solo nella modalità on-line, poiché composto in realtà dalle versioni femminili degli altri gruppi)

Una volta selezionato uno di questi personaggi, tramite partite sia online che offline, vedremo aumentare il suo livello di esperienza, che porterà gradualmente a nuovi tipi di vestiti e colori con cui personalizzarli.
Per quanto riguarda il potenziamento di armi e altre abilità, tali aggiunte si ottengono tramite una slot machine in cui spendiamo i punti accumulati con le casse "?" prese nelle missioni, e che ci daranno a caso: armi, potenziamenti, abilità, soprannomi e mosse (che si attivano con particolari sequenze di tasti).

#### Crossover
Per quanto riguarda le Skin dei personaggi, la Capcom ha messo on-line per la versione ps3 due skin di soldati Helgast di Killzone 2 (fante e cecchino), una skin dell'armatura Rathalos di Monster Hunter ed una di Albert Wesker di Resident Evil, mentre per la versione Xbox 360 sono disponibili le Skin di Marcus Fenix e Dominic Santiago di Gears of War e quella di Frank West se si hanno presenti sulla console dei salvataggi di Dead Rising.

## Accoglienza
La rivista Play Generation lo classificò come il secondo migliore titolo d'azione del 2010.

### Vendite
Capcom stessa ha dichiarato di essere delusa dalle vendite riguardanti Lost Planet 2, il quale ha venduto secondo i dati dichiarati 1,3 milioni di copie nel trimestre conclusosi lo scorso 30 giugno 2010. Risultati che sono parsi alla dirigenza inferiori alle iniziali previsioni.

## Sequel
Il 10 aprile 2012 la Capcom annuncia, al Captivate 2012, che ci sarà un sequel di Lost Planet 2, o meglio un prequel. Infatti la storia di Lost Planet 3 si svolge diversi anni prima dei suoi due predecessori. Il protagonista è Jim, il cui lavoro consiste nel posizionare i piloni sciogli ghiaccio, visto che è ambientato nel periodo in cui il pianeta sta iniziando ad essere colonizzato.